# Glinianki Fajansowe
Glinianki Fajansowe – stawy w dzielnicy Włochy w Warszawie.

## Położenie i charakterystyka
Obiekt znajduje się po lewej stronie Wisły, w stołecznej dzielnicy Włochy, na obszarze MSI Raków, w pobliżu ulic Fajansowej i Rakowskiej. Według różnych źródeł położony jest na obszarze zlewni Potoku Służewieckiego do Stawu Wilanowskiego i Jez. Powsinkowskiego lub na obszarze zlewni Żbikówki. Na przestrzeni lat liczba stawów składająca się na zespół zmieniała się: na zdjęciach lotniczych z 1945 roku widać kilkanaście zbiorników wodnych, państwowy rejestr nazw geograficznych podaje trzy stawy (2013), inne źródła podają natomiast dwa obiekty lub jeden.
Według stanu na 2012 rok, zgodnie z ustaleniami w ramach „Programu Ochrony Środowiska dla m. st. Warszawy na lata 2009–2012 z uwzględnieniem perspektywy do 2016 r.” dwa stawy położone były na wysoczyźnie, a ich powierzchnia wynosiła 0,4235 i 0,0965 ha, łącznie 0,5200 ha. Według numerycznego modelu terenu udostępnionego przez Geoportal lustro wody pozostałego zbiornika wodnego znajduje się na wysokości 109,0 m n.p.m. Brzeg glinianki jest zabetonowany.
Stawy to glinianki, powstały w sposób sztuczny i są lub były pozostałością po istniejącej tu wcześniej cegielni, wzmiankowanej po raz pierwszy w latach 70. XIX w. Ich nazwa ma charakter posesywny.